# Reaumuria babataghi
Reaumuria babataghi är en tamariskväxtart som beskrevs av V.P. Bochantsev. Reaumuria babataghi ingår i släktet Reaumuria och familjen tamariskväxter. Inga underarter finns listade.